# 密西西比鎮區 (阿肯色州迪沙縣)
密西西比鎮區（英語：Mississippi Township）是位於美國阿肯色州迪沙縣的一個行政鎮區。

## 地方資料
密西西比鎮區的面積為373.11平方千米，當中陸地面積為337.43平方千米，而水域面積為35.78平方千米。根據2010年美國人口普查的數據，當地共有人口74人，而人口密度為每平方千米0.2人。